# 恵那峡

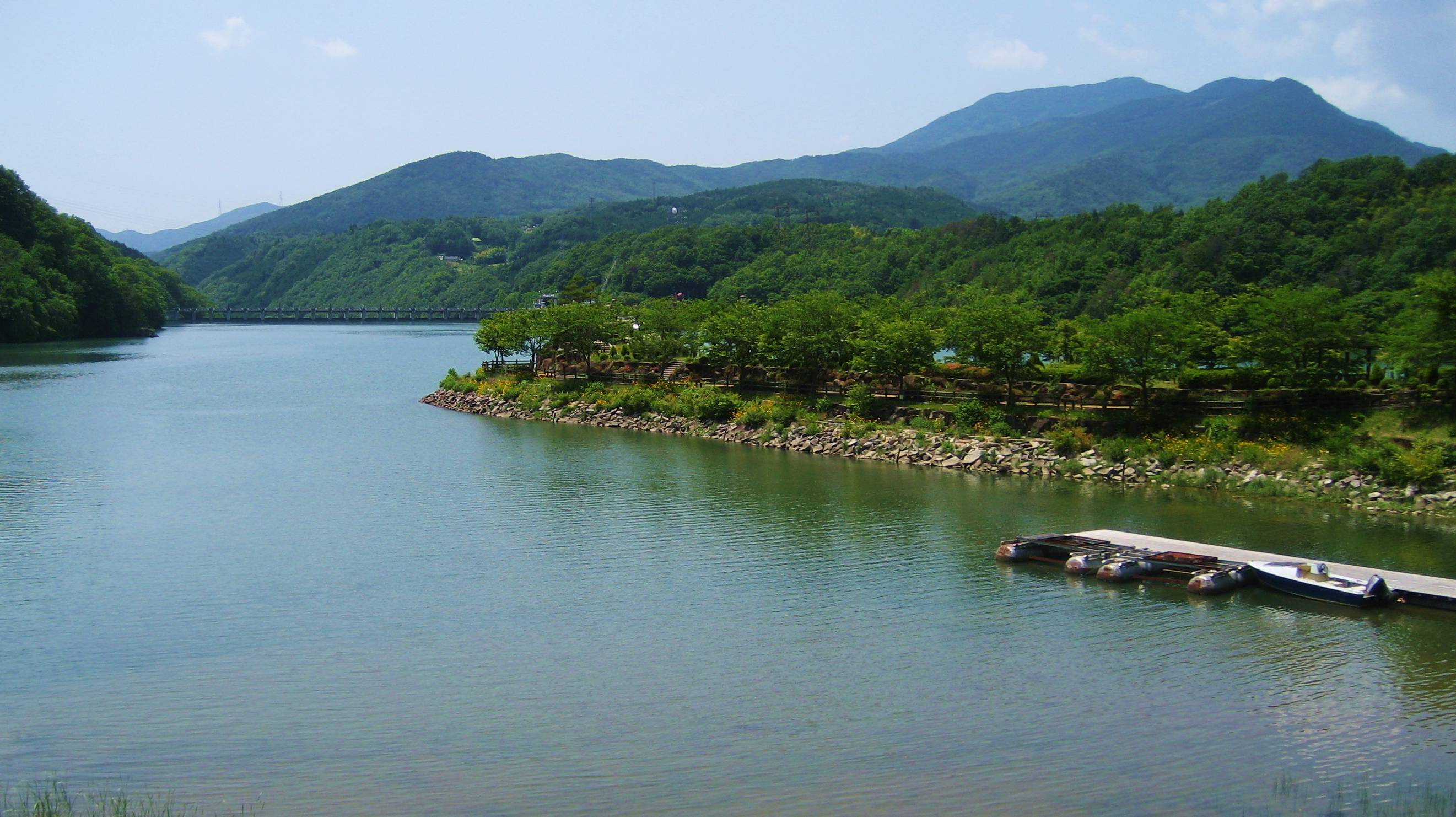
恵那峡・さざなみ公園

恵那峡（えなきょう）は、岐阜県恵那市・中津川市を流れる木曽川中流の渓谷。

## 概要
大井ダム上流の約10kmの区間にあたる。恵那峡は1920年（大正9年）に地理学者の志賀重昂が命名したものである。全国にはダムの開発によって景観が損なわれたケースが多いが、この恵那峡は、自然の造形と人工物の融合によって誕生した景勝地である。恵那峡県立自然公園の中枢。
恵那峡は一帯に奇岩が多いことで卓越している。屏風岩、軍艦岩、獅子岩、鏡岩などが見られ、それらを見物するための遊覧船が周航している。地質学的にも貴重な場所であり、鉱物博物館がある。また、名古屋圏にも近いことから行楽地として栄え、近辺には恵那峡ワンダーランド（旧恵那峡ランド）や恵那峡カントリークラブなどがある。古くは大変な賑わいを見せたが、レジャーの多様化によって徐々に観光客が減少、恵那峡ランドの閉鎖に伴い、恵那峡ロープウェイが休止される影響が生じた。
恵那峡には恵那峡大橋が架かる。

## 傘岩

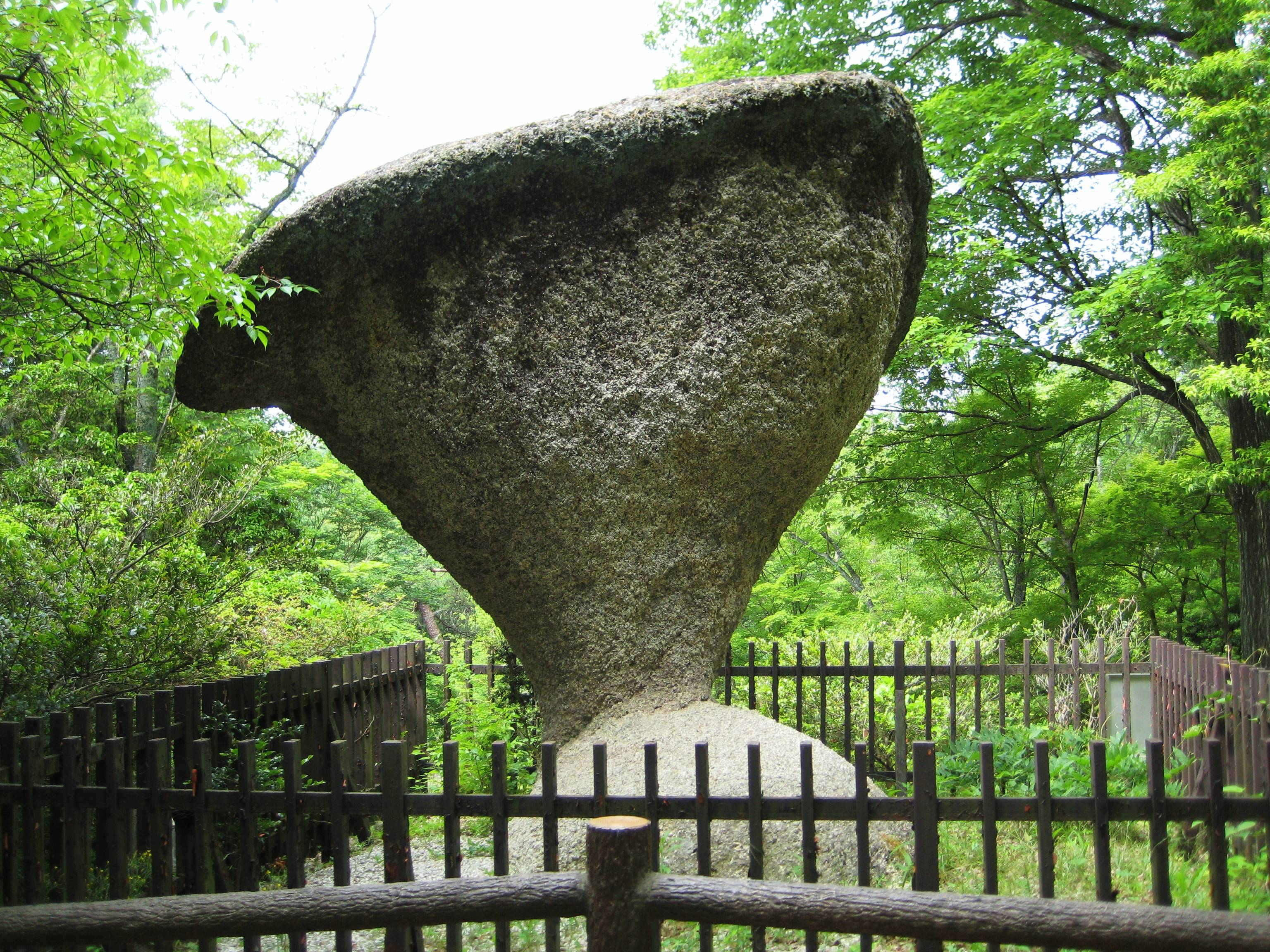
傘岩

傘岩（かさいし、かさいわ）は、恵那峡の近辺にある奇岩。1934年に国指定天然記念物となった。傘の形をしており、底が傘のように括れていることから名付けられた。黒雲母花崗岩からなり、雨水の浸食、風化などによって特異な形が形成された。最も広い場所が直径3.3mなのに対し、最も狭い場所は数十cmしかない。

## エピソード
恵那峡には北原白秋や若山牧水などが訪れている。北原白秋は何度も恵那峡を訪れ、1934年（昭和9年）年に「恵那峡とんとん節」や「大井栄舞」を作詞しており、さざなみ公園には歌碑が建てられている。

## ギャラリー

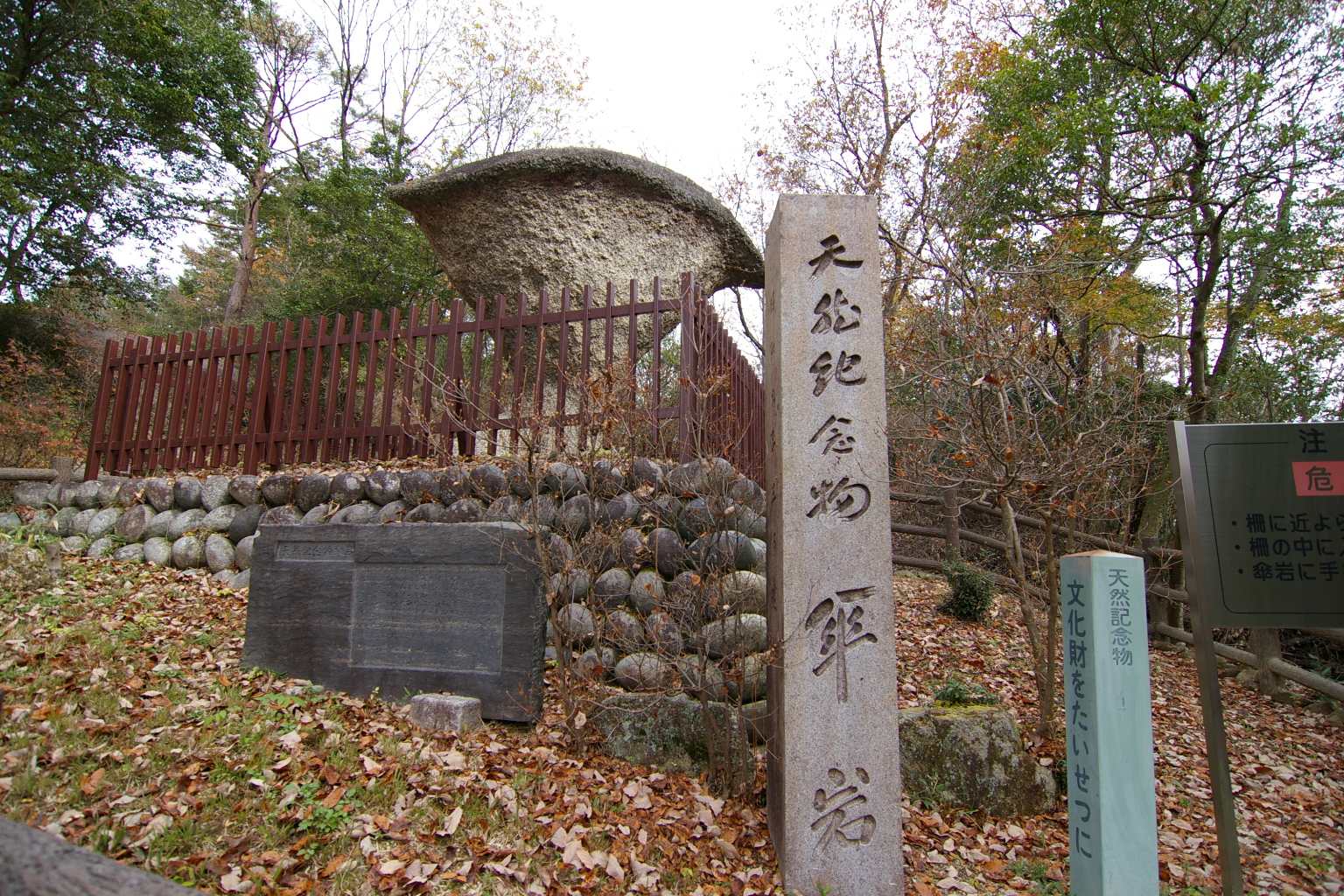
傘岩
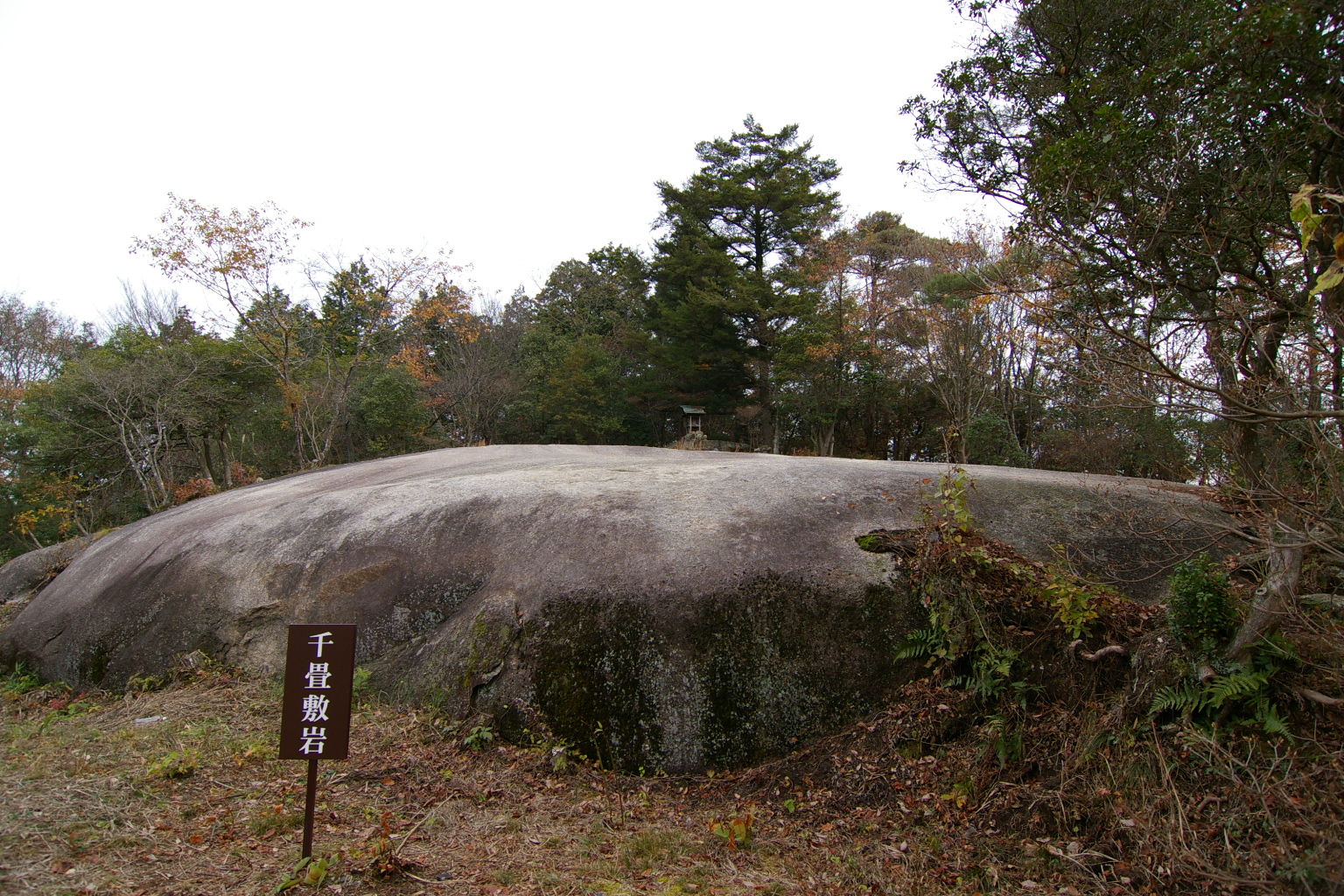
千畳敷
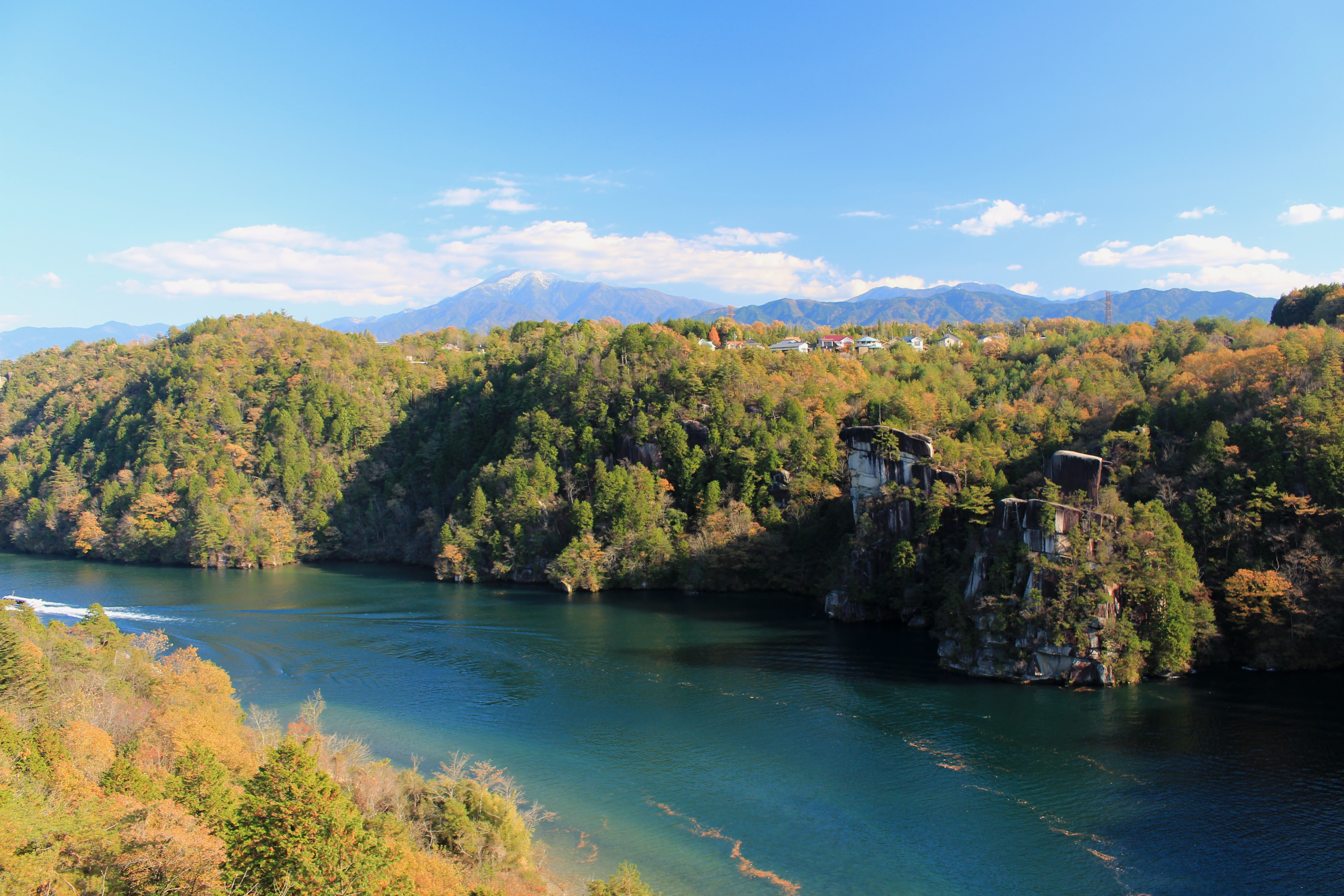
恵那峡大橋の上流右岸に隣接する展望台から望む恵那峡（左：獅子岩と右：将軍岩）と遠景の恵那山
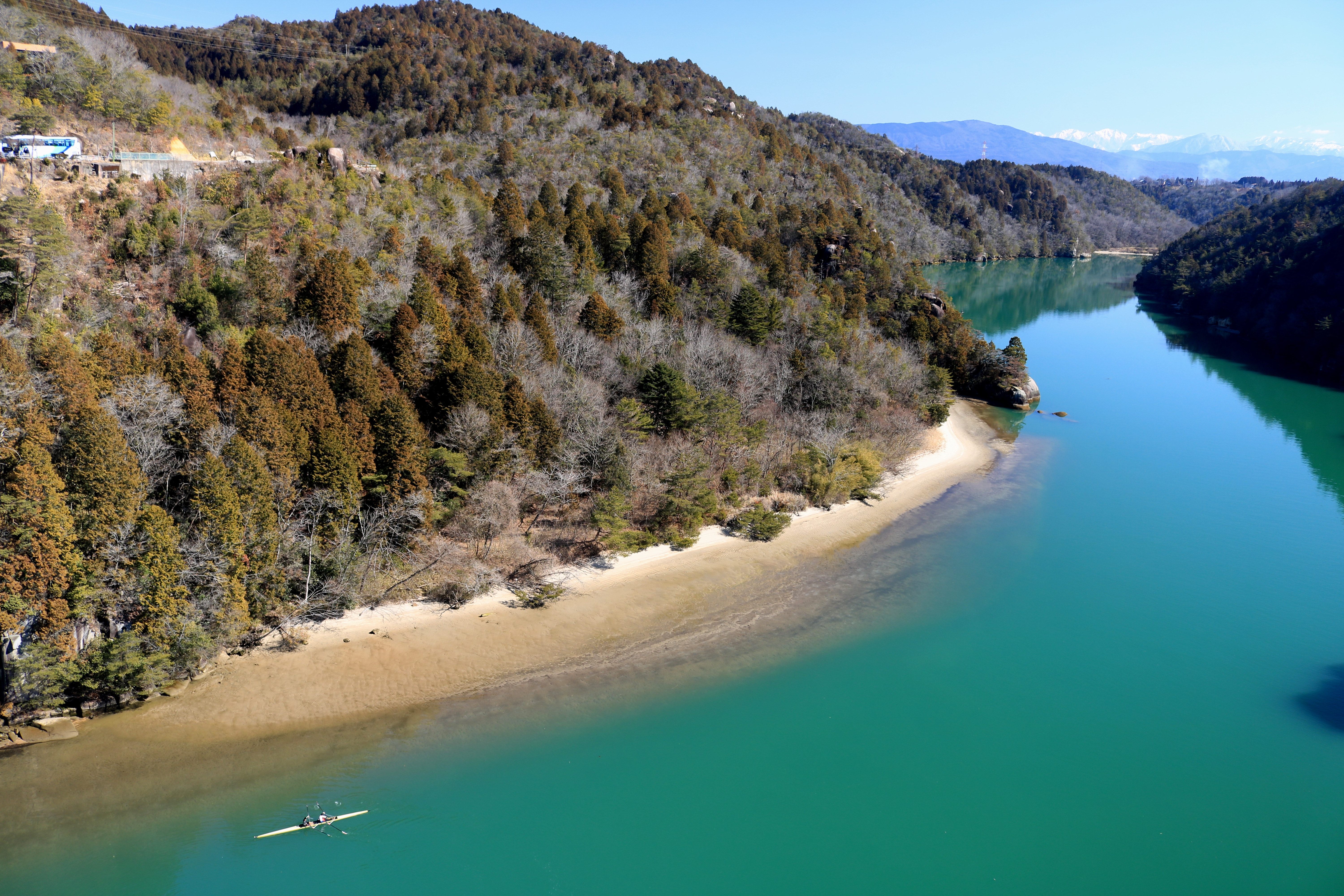
木曽川に架かる恵那峡大橋から望む恵那峡の上流側
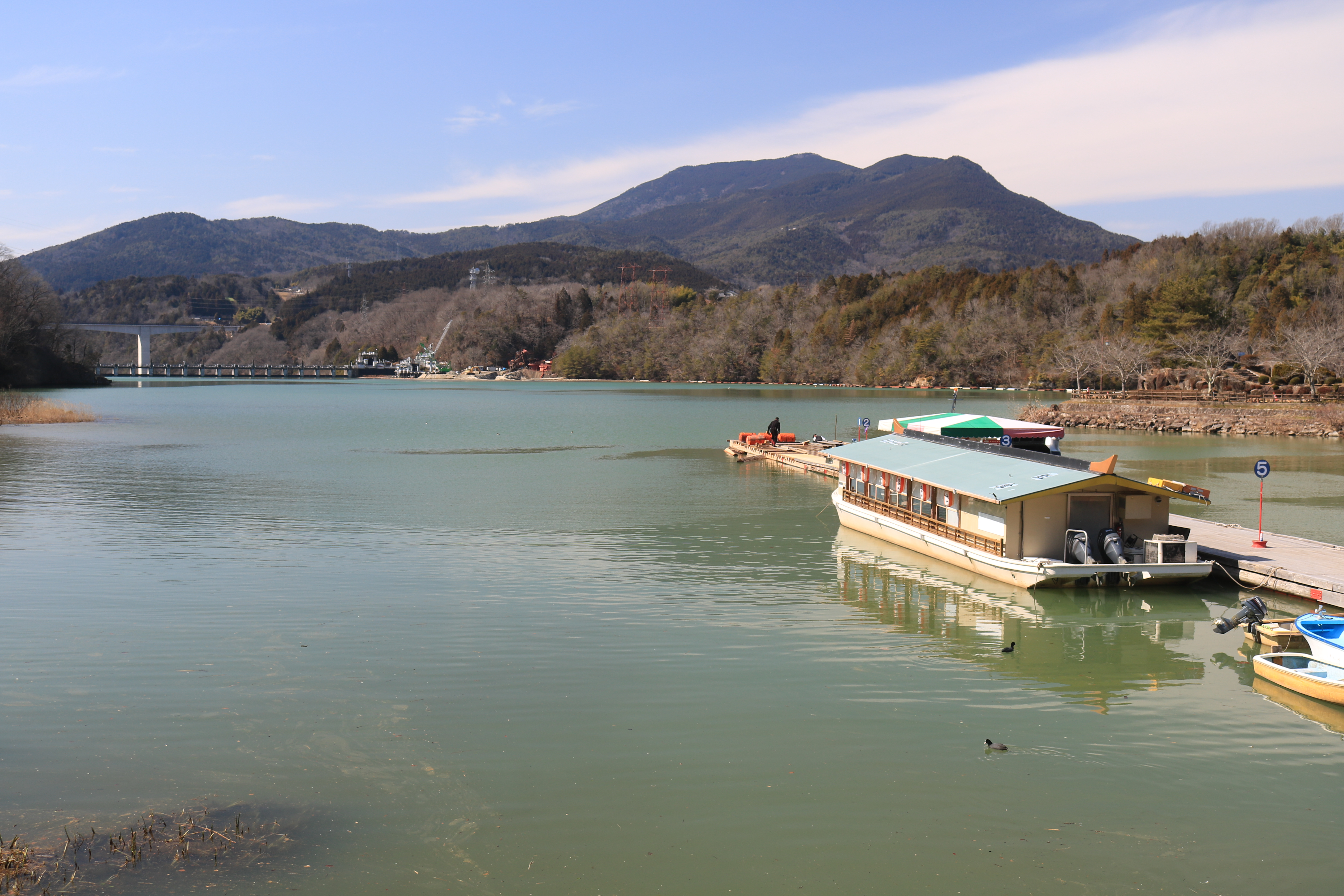
遊覧船乗り場から望む大井ダムと東雲大橋、中央奥に笠置山
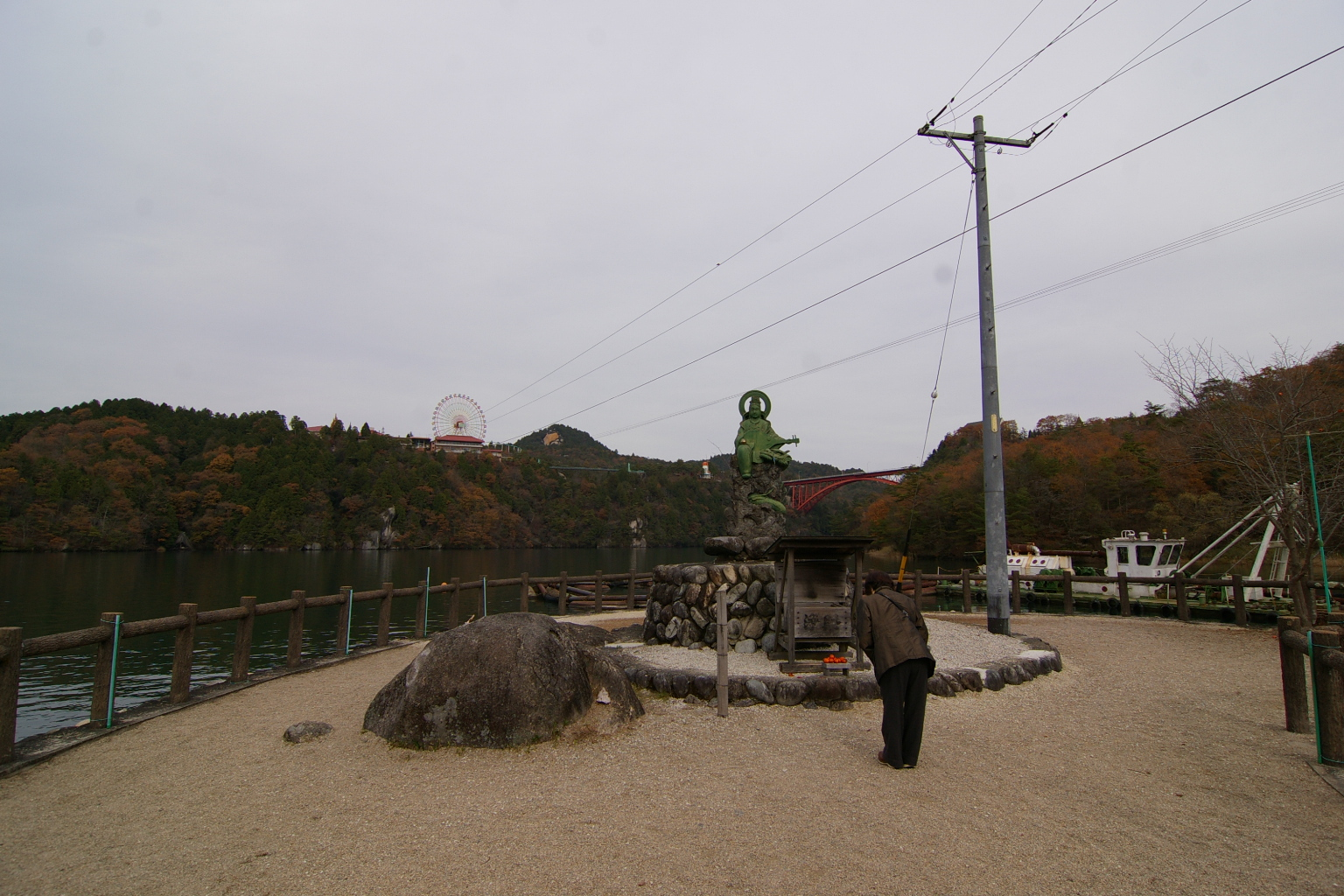
弁財天
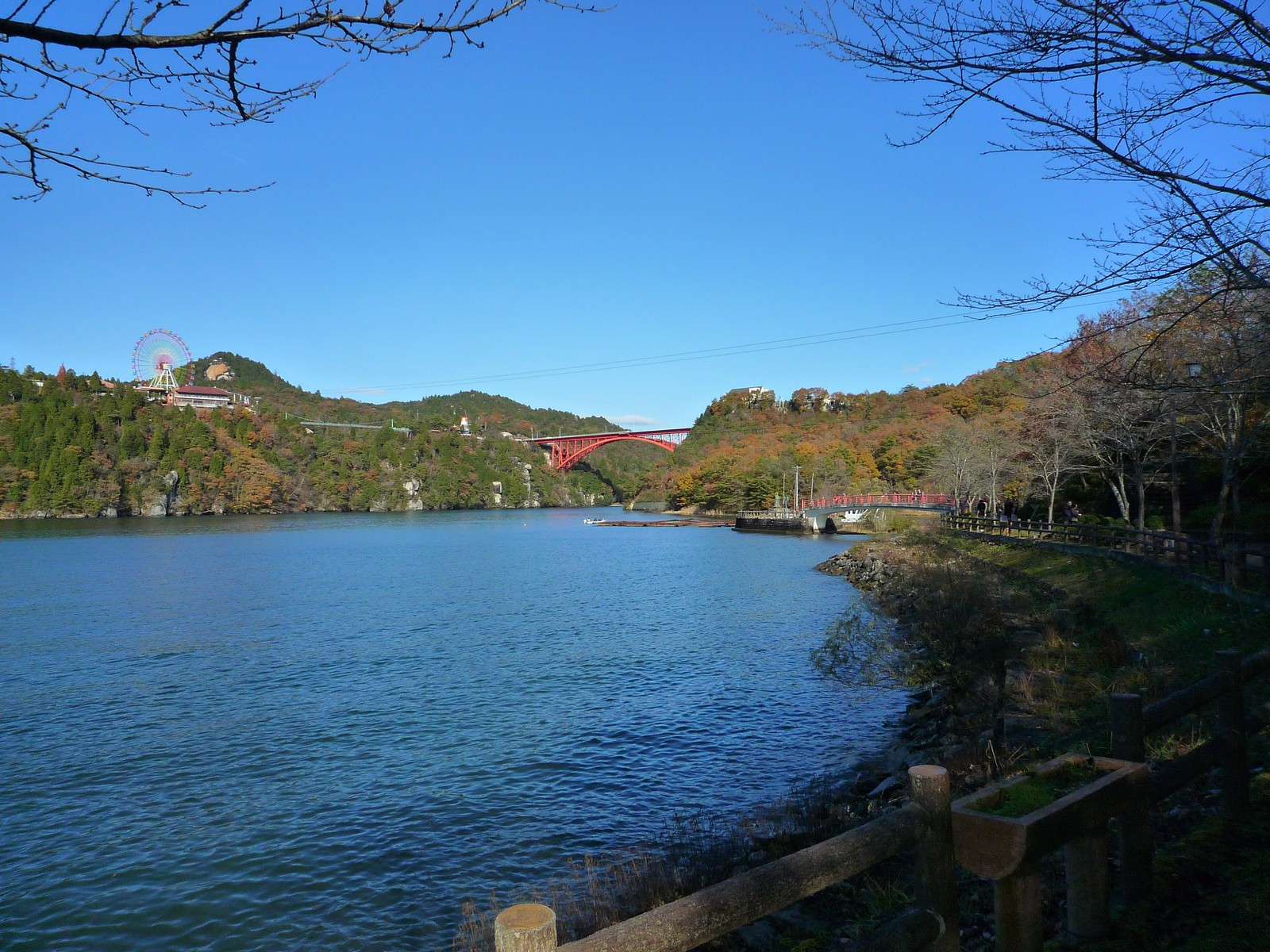
恵那峡と恵那峡大橋
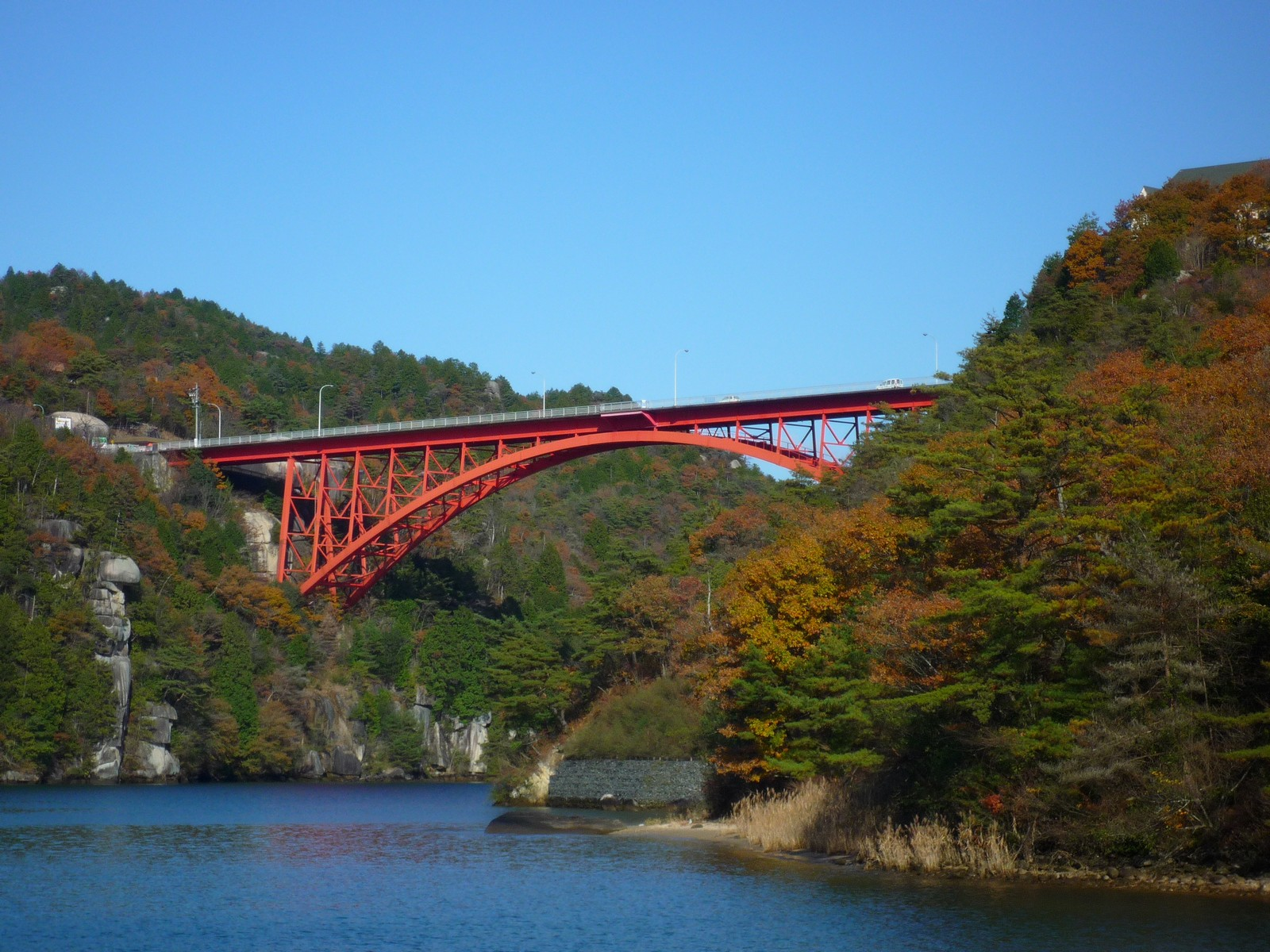
恵那峡大橋